# John Enos III
John Enos III (Boston, 12 de junio de 1962) es un actor de cine y televisión estadounidense.

## Carrera
Enos participó como estrella invitada en los programas de televisión Murder, She Wrote, Sex and the City, NYPD Blue y CSI: NY, entre otras producciones.
Sus créditos cinematográficos incluyen filmes como Death Becomes Her (1992), Demolition Man (1993), The Rock (1996), Blade (1998), Flawless (1999), Phone Booth (2002), Everybody Wants to Be Italian (2007) y Toxic (2008).
En 2018 fue nominado al Daytime Emmy Award al Mejor Intérprete Invitado por su papel como Roger, un imitador de Elvis Presley, en el seriado Days of Our Lives.